# Freilichtmuseum Árbæjarsafn

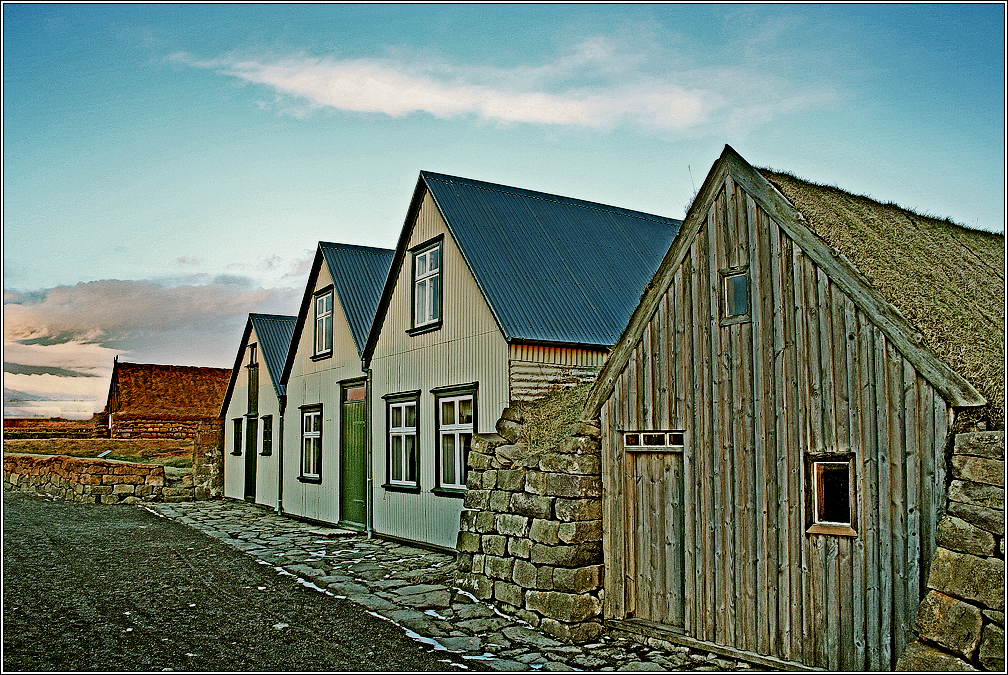
Der alte Bauernhof Árbær im gleichnamigen Museum

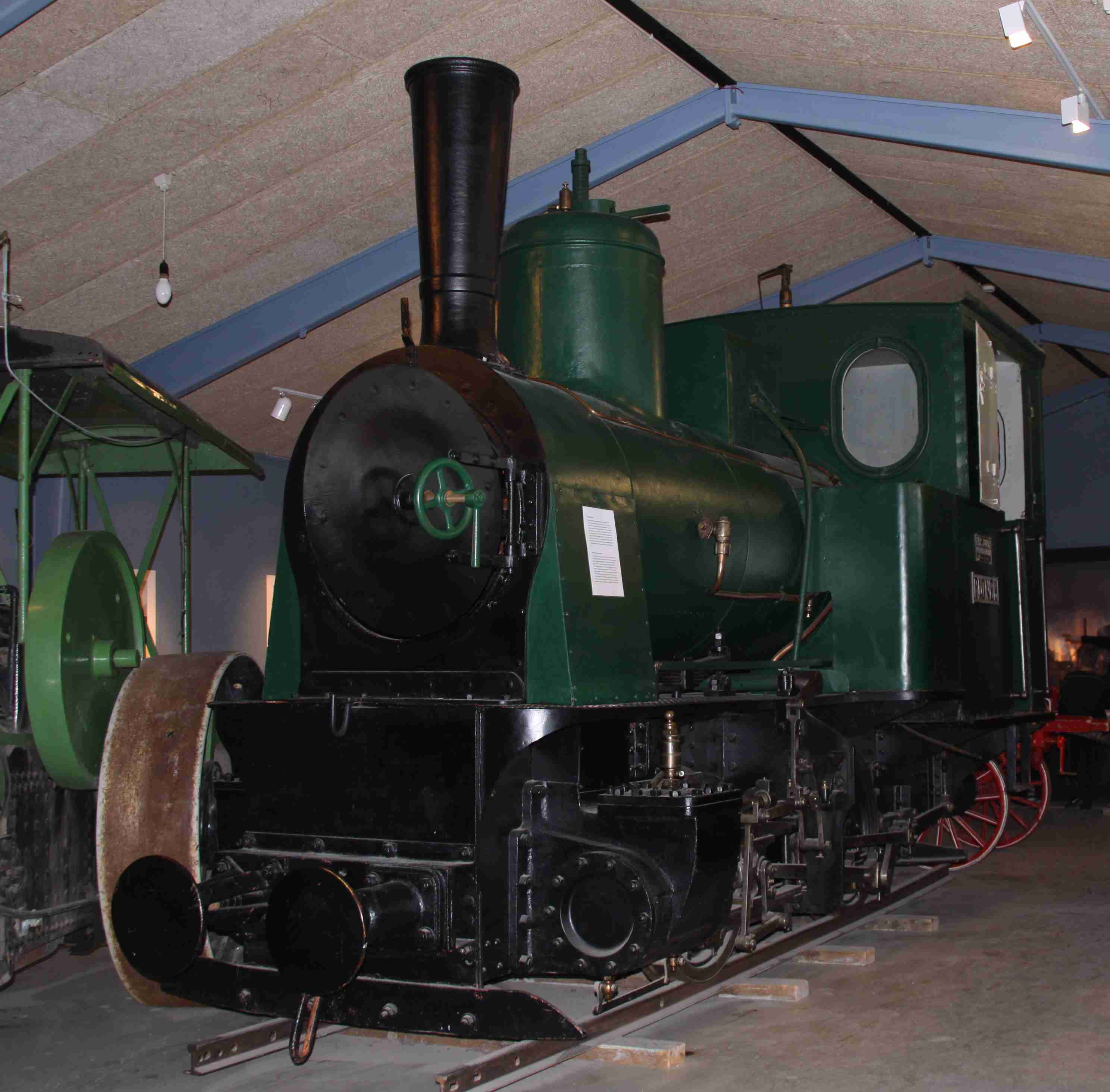
Lokomotive Pionér

Árbær ist das größte Freilichtmuseum in Island.
Es ging aus einem Bauernhof dieses Namens hervor, der eine Reitetappe von Reykjavík entfernt lag, heute jedoch innerhalb der Stadtgrenzen im Stadtbezirk Árbær liegt.

## Geschichte und Nutzung
In das Areal sind etwa 30 historische Gebäude aus der Hauptstadt und anderen Landesteilen transloziert und wieder aufgebaut worden.
Häufig zeigen dort Handwerker im Rentenalter ihre Kunst, wie Goldschmiede, Drucker oder Fischer.
Auf dem Gelände steht die Árbæjarkirkja, eine Grassodenkirche, aus dem Jahr 1842.
Sie steht seit 1990 unter Denkmalschutz und wird gelegentlich noch für Hochzeiten benutzt.
In einem anderen Haus mit einer Druckerwerkstatt wird die einzige Druckerpresse gezeigt, mit der in Island jemals Geld gedruckt wurde (im Zweiten Weltkrieg). Hier steht eine der beiden einzigen Dampflokomotiven, die in Island je in Betrieb waren, die Pionér.
Auf dem Museumsgelände gibt es ein Café.
Das Museum ist im Sommer von 10–17 Uhr geöffnet und in der Winterzeit von 13–17 Uhr; um 13 Uhr findet täglich eine Führung statt.